# اگزین
شهر اگزین در ایالت مکلنبورگ-فورپومرن در کشور آلمان واقع شده است.